# Jack Orlando
Jack Orlando: A Cinematic Adventure is een avonturenspel uit 1997 ontwikkeld en uitgegeven door TopWare Interactive. In 2001 werd er een Directors Cut-versie uitgegeven door JoWooD Productions.

## Gameplay
De speler neemt de rol van Jack Orlando, ooit een gerenommeerde Amerikaanse privédetective, in de jaren 1930. Wanneer Orlando naast een lijk in een steegje gezien wordt, krijgt hij 48 uur de tijd om zijn naam te zuiveren en de ware moordenaars op te sporen.

## Ontvangst
| Beoordeeld door       | Platform | Datum            | Score |
| --------------------- | -------- | ---------------- | ----- |
| PC Gameplay (Benelux) | Windows  | maart 1998       | 85%   |
| PC Joker              | Windows  | oktober 1997     | 78%   |
| PC Joker              | DOS      | oktober 1997     | 78%   |
| Power Play            | DOS      | september 1997   | 77%   |
| Power Play            | Windows  | september 1997   | 77%   |
| PC Games (Duitsland)  | Windows  | september 1997   | 70%   |
| GameStar (Duitsland)  | DOS      | oktober 1997     | 61%   |
| PC Player (Duitsland) | Windows  | oktober 1997     | 60%   |
| Just Adventure        | Windows  | 1999             | 50%   |
| Adventure Gamers      | Windows  | 10 augustus 2007 | 40%   |